# Coccidiphaga exasperalis
Coccidiphaga exasperalis là một loài bướm đêm trong họ Noctuidae.